# جورج ثاتشر
جورج ثاتشر (بالإنجليزية: George Thatcher)‏ هو قاضي ومحامي أمريكي، ولد في 12 أبريل 1754 في Yarmouth, Massachusetts ‏ في الولايات المتحدة، وتوفي في 6 أبريل 1824 في بيدفورد في الولايات المتحدة.